# Diogenornis
Diogenornis es un género extinto de ave ratites que vivió durante el Paleoceno. Fue descrito en 1983 por el científico brasileño Herculano Marcos Ferraz de Alvarenga. La especie tipo es D. fragilis. Aunque fue considerado inicialmente como un miembro de la familia Opisthodactylidae, exámenes posteriores de sus restos fósiles mostraron que era más parecido al actual Rhea. De acuerdo con Gerald Mayr, Diogenornis debe ser considerado como un miembro troncal de la familia Rheidae. Crecía hasta cerca de dos tercios del tamaño del actual ñandú, con unos 90 centímetros de altura.
Sin embargo, los estudios filogenéticos han indicado una cercana afinidad con las ratites australianas, el grupo de los casuarios y los emúes. Esto podría revaluar los orígenes y distribución de este clado, expandiendo su rango al Paleoceno de América del Sur, mucho antes de la aparición de Emuarius. Aun así los hallazgos muestran que coexistió con los primeros ñandúes, lo que significa que la diversidad de aves ratites suramericanas era alta durante el Paleógeno.
Diogenornis poseía un pico relativamente estrecho, similar al de los tinamús, litornítidos y casuarios, así como alas relativamente grandes. Estos rasgos, que son poco especializados, parecen sugerir que se había desarrollado hacía poco a partir de un ancestro volador.